# Flughafen Stuttgart
Luchthaven Stuttgart (Duits: Flughafen Stuttgart - Manfred Rommel Flughafen) is een internationale luchthaven nabij de stad Stuttgart in Duitsland. Het vliegveld is vanuit het centrum van de stad binnen 30 minuten te bereiken met de trein of over de snelweg A8.
De start/landingsbaan en de verkeerstoren liggen op het grondgebied van Filderstadt.

## Geschiedenis
Het vliegveld werd in 1939 gebouwd als vervanging van het oude veld: Böblingen. Meteen na de Tweede Wereldoorlog nam de Amerikaanse luchtmacht de luchthaven over en vestigde er een basis. In 1948 kwam het veld weer in handen van de Duitse overheid, maar tot de dag van vandaag zijn er nog Amerikaanse legeronderdelen gevestigd.

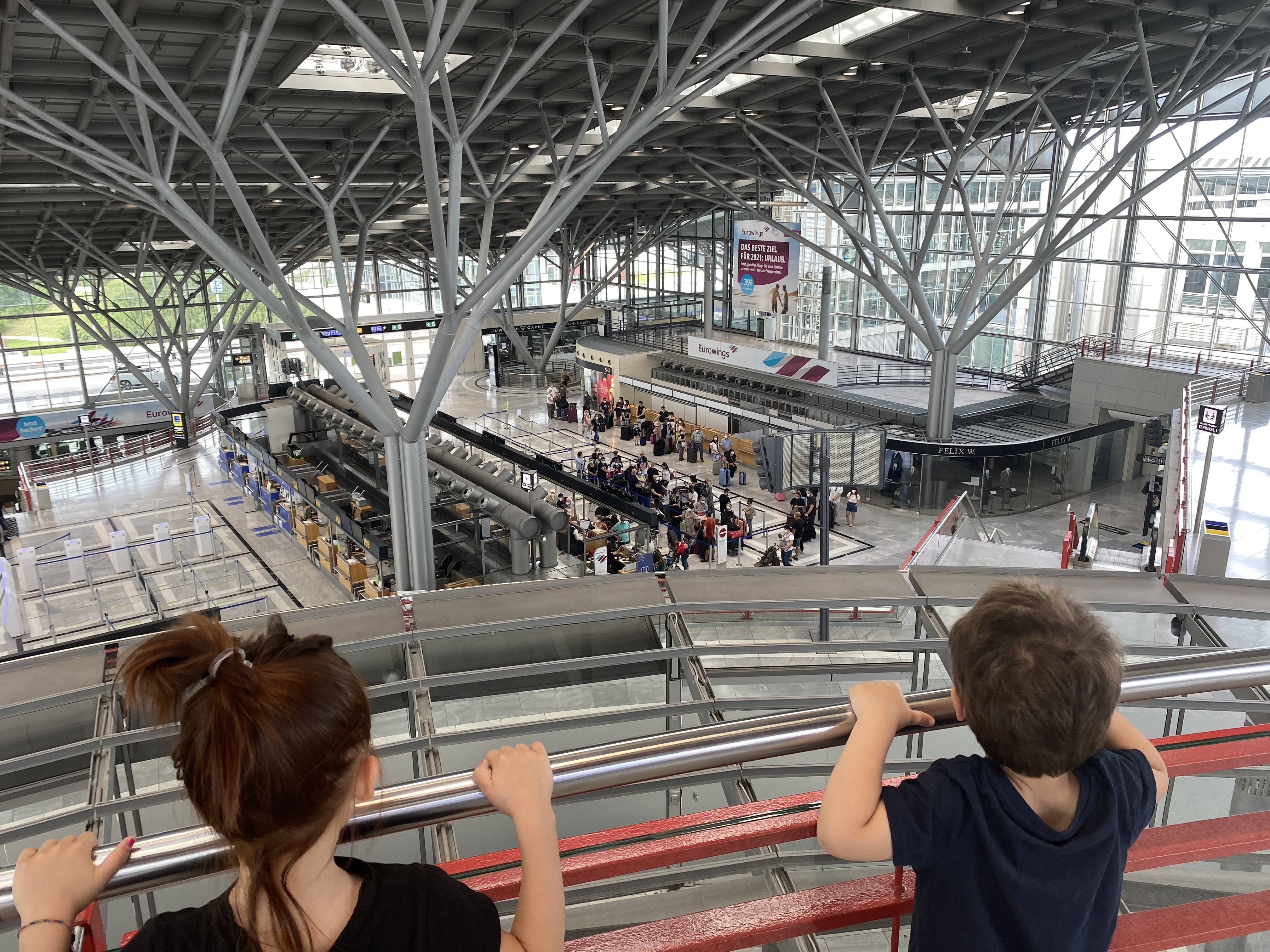
Terminal 1